# Бариев, Марат Мансурович
Марат Мансурович Бариев (род. 9 июля 1961 года, Казань, Татарская АССР, РСФСР, СССР) — российский государственный и спортивный деятель, депутат Государственной Думы VI и VII созывов. Член комитета Госдумы по физической культуре, спорту, туризму и делам молодежи, член фракции «Единая Россия».

## Образование
1984 год — окончил Казанский авиационный институт по специальности «инженер-механик».
2000 год — окончил Казанский государственный университет по специальности «юрист».
2010 год — окончил Казанский государственный финансово-экономический институт.
Кандидат политических наук.

## Карьера
В 1984—1986 годах — инженер-конструктор Казанского авиационного производственного объединения им. С. П. Горбунова.
В 1986 году — заместитель секретаря комитета ВЛКСМ Казанского авиационного производственного объединения им. С. П. Горбунова.
В 1986—1989 годах — второй секретарь Ленинского райкома ВЛКСМ г. Казани.
В 1989—1991 годах — первый секретарь Ленинского райкома ВЛКСМ г. Казани.
В 1990—1991 годах — секретарь Казанского горкома ВЛКСМ.
В 1990—1995 годах — депутат и член Президиума Ленинского районного Совета народных депутатов г. Казани.
В 1991—1994 годах — председатель правления фонда молодёжи Ленинского района г. Казани.
В 1994—2005 годах — председатель Государственного комитета по делам детей и молодёжи Республики Татарстан.
С 16 октября 1999 года — член коллегии Государственного комитета Российской Федерации по молодёжной политике.
С 11 апреля 2002 года по 26 июля 2004 года — член Правительственной комиссии по делам молодёжи.
В 2005—2010 годах — министр по делам молодёжи, спорту и туризму Республики Татарстан.
В 2010—2011 годах — исполнительный директор Олимпийского комитета России.
В 2010—2014 годах — генеральный секретарь Олимпийского комитета России.
С 4 декабря 2011 года — депутат Государственной думы Федерального собрания Российской Федерации VI созыва. С 21 декабря 2011 года по 13 января 2012 года — член Комитета Государственной Думы по жилищной политике и жилищно-коммунальному хозяйству. С 13 января 2012 года — первый заместитель председателя Комитета Государственной думы VI созыва по физической культуре, спорту и делам молодёжи. С 2016 года депутат Государственной Думы VII созыва, член фракции «Единая Россия».
Вице-президент Всероссийской федерации лёгкой атлетики. Председатель Олимпийского совета Республики Татарстан, член Совета ВДО «Спортивная Россия», вице-президент Российского студенческого спортивного союза.

## Законотворческая деятельность
С 2011 по 2019 год, в течение исполнения полномочий депутата Государственной Думы VI и VII созывов, выступил соавтором 248 законодательных инициатив и поправок к проектам федеральных законов.

## Спорт
Занимался биатлоном, лыжными гонками.
В 2001 году покорил одну из вершин Эльбруса.

## Семья
Женат, имеет дочь.

## Награды
- Орден Почета — за большой личный вклад в подготовку и успешное проведении XXII Олимпийских зимних игр и XI Паралимпийских зимних игр 2014 года в городе Сочи (2014 г.)[10].
- Орден Дружбы (24 августа 2009 года) — за заслуги в области физической культуры и спорта и многолетнюю добросовестную работу[11][2].
- Медаль ордена «За заслуги перед Отечеством» II степени (21 июля 1997 года) — за заслуги перед государством, многолетний добросовестный труд и большой вклад в укрепление дружбы и сотрудничества между народами[12][2]
- Благодарность Президента Российской Федерации (24 декабря 2009 года) — за активное участие в подготовке и проведении Первого Всероссийского форума «Россия — спортивная держава»[13]
- Заслуженный работник физической культуры Республики Татарстан (2006 год)[3].
- Почётный работник сферы молодёжной политики (Минобрнауки России, июнь 2002 года) — за заслуги в воспитании и образовании молодёжи.[источник не указан 520 дней]